# 奥里约
奥里约（法語：Orieux，法語發音：[ɔʁjø]）是法国上比利牛斯省的一个市镇，属于塔布区。

## 地理
奥里约（43°13'57"N, 0°17'31"E）面积8.19 平方千米，位于法国奧克西塔尼大區上比利牛斯省，该省份为法国西南部内陆省份，北至热尔省，西接大西洋比利牛斯省，南与西班牙接壤，东临上加龙省。
与奥里约接壤的市镇（或旧市镇、城区）包括：比加尔、贝尔纳代特代叙、博讷丰、穆莱杜、佩里盖尔、塞尔吕斯坦。

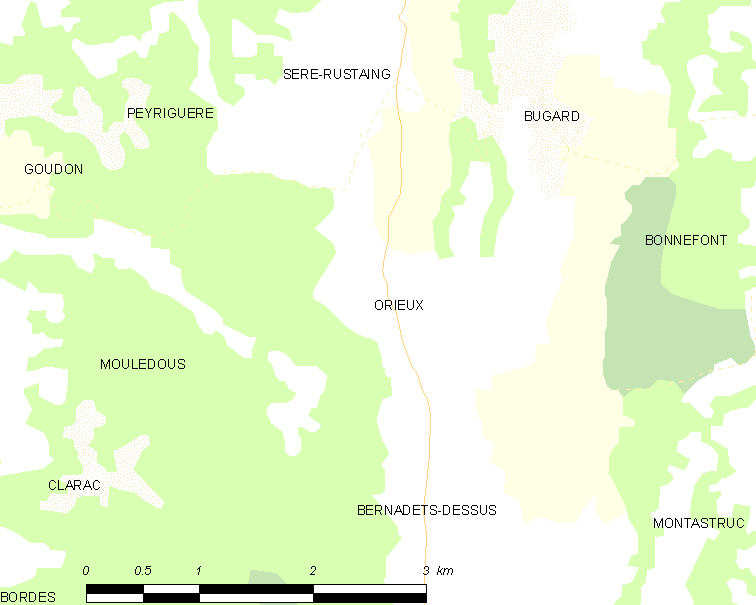
奥里约的OSM定位图

奥里约的时区为UTC+01:00、UTC+02:00（夏令时）。

## 行政
奥里约的邮政编码为65190，INSEE市镇编码为65337。

## 政治
奥里约所属的省级选区为阿罗斯河与巴伊斯河谷县。

## 人口

1962-2008年间奥里约人口变化图示

奥里约于2022年1月1日时的人口数量为110人。